# Édouard Marcelle
Pour les articles homonymes, voir Marcelle.
Édouard Marcelle est un rameur français né le 1er octobre 1909 à Reims et mort dans la même ville le 9 novembre 2001.

## Biographie
Édouard Marcelle dispute avec son frère Armand Marcelle et Henri Préaux l'épreuve de deux avec barreur aux Jeux olympiques d'été de 1928 à Amsterdam et remporte la médaille d'argent.